# Kanye Quest 3030
Kanye Quest 3030 è un videogioco di ruolo pubblicato il 22 luglio 2013 per dispositivi Windows. Il gioco è senza licenza e non autorizzato da Kanye West stesso, da cui prende la maggior parte della colonna sonora. È stato creato usando RPG Maker dall'artista Clara Hope, conosciuta anche come "Phenix".

## Trama e modalità di gioco
Nell'anno 2010, Kanye West porta fuori la spazzatura prima di inciampare e cadere in un portale, che lo porta all'anno 3030, nel quale gli Stati Uniti sono diventati una società distopica governata da un clone del rapper Lil B che afferma di essere Dio, tuttavia secondo una profezia, Kanye West un giorno sarebbe tornato e lo avrebbe sconfitto, il giocatore viaggia quindi in questa società distopica e si allea con altri musicisti quali MF DOOM, 2Pac e RZA per liberare l'America. Lungo la strada vengono sfidati da altri cloni di celebri musicisti come Eminem, Nicki Minaj, De La Soul e LL Cool J. Dopo aver sconfitto Lil B, Kanye West si dichiara l'unico e vero Dio.

## Leggenda metropolitana
Nel 2015, un giocatore anonimo ha rivelato che digitando la parola "Ascend" in una finestra di dialogo con un NPC, si sarebbe aperta una sezione segreta del gioco. In questa sezione si scopre che il resto del gioco era solamente una copertura per quest'area. A un certo punto il giocatore sarebbe entrato in una stanza con un codice QR che, una volta scannerizzato, lo avrebbe portato in un sito che estrarrebbe l'IP dell'utente e lo invierebbe alla setta degli ascensionisti.  Dopo aver immesso dei comandi su vari terminali, i quali dovevano essere estratti direttamente dal codice di gioco, il giocatore sarebbe stato elogiato per la sua intelligenza e gli sarebbero state richieste le proprie informazioni personali in modo da essere successivamente contattato. Secondo una leggenda metropolitana, gli ascensionisti sarebbero una setta religiosa la cui dottrina si fonderebbe sulla reincarnazione, e avrebbero sperato di reclutare più membri usando questo videogioco.
Tuttavia nel luglio 2021 sul canale youtube "The Game Theorists" venne pubblicato un video contenente un'intervista alla creatrice dell'Ascensionismo, Valyri Sheffner Harris, la quale chiarisce che si tratta di un progetto musicale a puro scopo artistico e ispirato al mondo delle sette religiose. In questo stesso video viene negato ogni legame diretto tra lei e Kanye Quest 3030, ipotizzando che l'utilizzo del suo progetto sia dovuto all'apprezzamento di esso da parte dell'autrice del gioco.
La creatrice Clara Hope nell'ottobre del 2022 ha rivelato che il livello sull'Ascensionismo era stato originariamente pianificato come un'opera a sé stante ma alla fine è stato incorporato a Kanye Quest in un aggiornamento successivo alla pubblicazione del gioco.

## Identità del creatore
La creatrice di Kanye Quest 3030 era conosciuta con il soprannome "Phenix", e solo a ottobre 2022 si scoprì che il suo vero nome era Clara Hope, una musicista e artista transgender di Adelaide che ha realizzato Kanye Quest 3030 come progetto scolastico.